# 木ノ新保町
木ノ新保町（きのしんぼまち）は、石川県金沢市の町名。現行行政地名。

## 地理
金沢駅一体と鼓門のある金沢駅東広場一帯が町域である。

## 歴史
- 2006年（平成18年）8月12日 - 金沢駅北土地区画整理事業の換地処分及び住居表示実施により、玉井町の全部及び北安江町・木ノ新保七番丁・此花町・昭和町・広岡町・堀川町・本町2丁目・南安江町の各一部から成立[3]。

## 小・中学校の学区
市立小・中学校に通う場合、学区は以下のとおりとなる。
| 番地 | 小学校             | 中学校             |
| ---- | ------------------ | ------------------ |
| 全域 | 金沢市立明成小学校 | 金沢市立長町中学校 |

## 交通

### 鉄道
- 金沢駅

### バス
- 金沢駅バスターミナル（金沢駅、金沢駅東口バス停）

## 施設
- 金沢駅
- 鼓門